# Stausee Peñol-Guatapé
Der Stausee Peñol-Guatapé (span. Embalse Peñol-Guatapé) befindet sich im Departamento de Antioquia in Zentral-Kolumbien. Der Stausee wurde zur Stromerzeugung errichtet. Er dient auch der Freizeitgestaltung und Erholung.

## Stausee Peñol-Guatapé
Der Stausee Peñol-Guatapé befindet sich auf einer Höhe von etwa 1880 m in der Zentralkordillere Kolumbiens, 44 km östlich der Großstadt Medellín. Am östlichen Seeufer liegt die Kleinstadt Guatapé. Der stark verzweigte Stausee besitzt eine maximale Länge von 15 km. Er befindet sich am Oberlauf des Río Nare, einem linken Nebenfluss des Río Magdalena. Die Speicherkapazität des Stausees wird mit 1070 Millionen Kubikmetern angegeben.

## Wehr Santa Rita
Der Stausee Peñol-Guatapé entstand Ende der 1960er Jahre durch Aufstau des Río Nare. Am Nordufer des Stausees befindet sich das Wehr Santa Rita (span. Vertedero Santa Rita) (⊙). Bei Hochwasser kann hier über eine Hochwasserentlastungsanlage mit Schussrinne, Wasser in das gewöhnlich fast trocken gefallene Flussbett des Río Nare abgeführt werden.

## Wasserkraftwerk Guatapé
Betreiber des Wasserkraftwerks Guatapé (span. Central Hidroeléctrica Guatapé) ist Empresas Públicas de Medellín (EPM). Das Kraftwerk entstand in zwei Bauabschnitten mit jeweils 4 Einheiten. Die erste Phase wurde 1971/72 fertiggestellt, die zweite 1979.
Das Wasser wird über einen Druckstollen dem Kavernenkraftwerk zugeführt, das sich 5 km östlich des Sees etwa 400 m unter der Erde befindet. Von der Landstraße Guatapé nach San Rafael zweigt eine Straße zum Kraftwerksgelände und zum zugehörigen Umspannwerk (⊙) ab. Das Wasserkraftwerk verfügt über 8 Einheiten bestehend aus jeweils einer vertikalen Pelton-Turbine mit 70 MW Leistung. Die gesamte installierte Leistung beträgt 560 MW. Die durchschnittliche Jahresstromproduktion beläuft sich auf 2730 GWh.
Das Kraftwerk nutzt eine Fallhöhe von 810 m. Unterhalb des Kraftwerks wird das Wasser dem Río Guatapé zugeführt, der ein Zufluss des Río Nare ist. Die Einleitungsstelle (⊙) in den Río Guatapé befindet sich 4 km westlich von San Rafael.

## Kabelbrand im Februar 2016
Am 15. Februar 2016 fing aufgrund eines technischen Defekts ein 230 kV-Kabel, das den Strom über einen 2,3 km langen Tunnel vom Kraftwerk zum Umspannwerk leitet, Feuer. Die Stromerzeugung des Kraftwerks fiel somit aus. In Mexiko lagerten zu dieser Zeit Kabel, welche die beschädigten Kabel im Wasserkraftwerk Guatapé ersetzen konnten. Um einen möglichst schnellen Austausch der Kabel und die Wiederinbetriebnahme des Kraftwerks zu gewährleisten, wurden acht Transportflüge von Mexiko-Stadt zum Flughafen Rionegro in Kolumbien organisiert. 57 Spulen mit insgesamt 30 Kilometer Kabel wurden dabei von Transportflugzeugen vom Typ Antonow An-124-100 geliefert. Die mexikanische Regierung gewährte EPM den notwendigen Kredit für den Kauf der Kabel. Am 25. Juni 2016 ging das Kraftwerk schließlich wieder vollständig in Betrieb.